# Vernissa (possessió)
Vernissa és una possessió del terme de Llucmajor, Mallorca. Està situada a la Marina.
El topònim Vernissa prové, probablement, de la feminització de Vernís, llinatge català.
Vernissa està situada entre les possessions de Purgatori, Garonda, Merola i Son Rafeló. Ja està documentada el 1280, tenia 154 quarterades i era una gran productora de mel. El 1638 pertanyia a l'honor Pere Joan Salvà. Confrontava amb les possessions d'es Llobets, Garonda, Merola i la ribera de la mar. Tenia cases amb molí de sang. Es dedicava al conreu de cereals i a ramaderia ovina i cabrum, amb nombrós aviram.